# Stazione di Venegono Inferiore
La stazione di Venegono Inferiore è una fermata ferroviaria posta sulla linea Saronno-Laveno, a servizio del comune di Venegono Inferiore.

## Movimento
La stazione è servita treni regionali svolti da Trenord nell'ambito del contratto di servizio stipulato con la Regione Lombardia.